# Tillbehör för Playstation Portable
Det finns ett utbud av tillbehör speciellt designade för Playstation Portable, både tillverkade av Sony och andra företag.

## Officiella tillbehör
Sony säljer flera olika originaltillbehör till Playstation Portable. Bland dessa återfinns ett headset anpassat för spelkonsolen, ett bärfodral, "extended-life" batteri på 2200 mAh (batteriet som följer med spelkonsolen är på 1800 mAh), hörlurar med fjärrkontroll, batteriladdare, biladapter, rengöringsduk, AC adapter och bärrem.
Bland de mer tekniskt avancerade originaltillbehören återfinns:
- Chotto Shot - Kamera för Playstation Portable, släpptes den 1 november 2006 (säljs endast i Japan)[2]

- Go!Cam - Kamera för Playstation Portable. Den släpptes den 16 maj i Europa och försäljningspriset sattes till €50. Go!Cam kan vridas 180° vertikalt och har en inbyggd mikrofon. Kameran är motsvarigheten till Chotto Shot i länder som använder TV-systemet PAL. Med kameran kommer ett program för installation på konsolen, som kallas "Go!Edit" att levereras. Programmet som tillåter användaren att redigera sina bilder och videor direkt i konsolen.[3][4][5]

- GPS, släpptes den 6 december 2006 [6]

GPS-mottagaren kan användas tillsammans med PSP-spel som använder den för att göra spelupplevelsen större, till exempel "Metal Gear Solid: Portable Ops". En annan applikation som använder sig av GPS-mottagaren är "Hot Shot Golf", vilken har kartor över flera Japans större golfbanor. Med hjälp av programmet kan användaren bland annat få speltips.
- PSP-S310 är en mottagare av marksänd digital-tv. Säljes endast i Japan.

## Tredjepartstillbehör
Det finns även tredjepartsföretag som tillverkar tillbehör för konsolen. Eftersom skärmen är repkänslig, finns en mängd olika typer av skärmskydd. Om skärmen är trasig, repig eller innehåller döda bildpunkter, finns även möjligheten att köpa en hel skärmmodul. Ersättningsbatterier konkurrerar med Sony genom att vara billigare/ha högre kapacitet än originalet.
När Playstation Portable var ny på marknaden var stora minneskort dyra, därför utvecklades en hårddisk på 4 GB av ett tredjepartsföretag och den släpptes den 20 oktober 2005 då minneskort på 2 GB var de största som fanns på marknaden. Priset låg vid lanseringen på £139 men sänktes senare och ligger nu på cirka 1 800 kronor. Idag är minneskort av samma datastorlek både billigare, mindre, snabbare och drar mindre ström. Således har hårddiskens marknad praktiskt taget försvunnit.
PSP använder sig av minneskortstypen Memory Stick Pro Duo. Eftersom utbudet av olika typer av minneskort är stort har det länge funnits en önskan hos användarna av konsolen att kunna använda fler typer av minneskort. På grund av detta har det utvecklats en konverterare från Memory Stick till både MMC och Secure Digital. Denna konverterare monteras på istället för en del av spelkonsolens bakstycke.

### Fotnoter
1. ↑  Ed Stasick. ”Sonys batterier till PSP”. PSP Fanboy. http://www.pspfanboy.com/2005/12/10/sonys-extended-life-psp-battery/. Hämtad 2007-05-01
2. ↑  Andrew Yoon. ”Chotto Shot pictures, videos & impressions [m”]. PSP Fanboy. http://www.pspfanboy.com/2006/11/04/chotto-shot-pictures-videos-and-impressions-m/. Hämtad 2007-04-30
3. ↑  Evan Blass. ”Sony announces PSP Go!Cam for PAL regions”. Engadget. http://www.engadget.com/2007/05/01/sony-announces-psp-go-cam-for-pal-regions/. Hämtad 2007-05-01
4. ↑  Andrew Yoon. ”GoCam! heads to Europe May 16th”. PSP Fanboy. http://www.pspfanboy.com/2007/05/01/gocam-heads-to-europe-may-16th/. Hämtad 2007-05-25
5. ↑  Andrew Yoon. ”GoCam!Edit för PSP”. PSP Fanboy. http://www.pspfanboy.com/2007/05/25/go-edit-camera-software-available-for-download/. Hämtad 2007-05-01
6. ↑  ”Playstation Portable GPS”. Sony. Arkiverad från originalet den 2 februari 2009. https://web.archive.org/web/20090202060512/http://www.jp.playstation.com/psp/gps/. Läst 3 februari 2009. Hämtad 2007-04-30
7. ↑  Johan Wallén. ”Gps till mer än bara spel”. M3. http://m3tjanster.idg.se/arkiv/default.asp?Block=1&page=5&m=4&y=2007&d=&rc=&s=category&ci=5&ui=.[död länk] Hämtad 2007-04-30
8. ↑  ”Lösa skärmmoduler till salu”. Tradekey. Arkiverad från originalet den 16 januari 2009. https://web.archive.org/web/20090116115013/http://www.tradekey.com/ks-psp-screen/. Läst 3 februari 2009. Hämtad 2007-05-01
9. ↑  Paul Miller. ”Datel 4GB PSP HDD and battery combo”. Engadget. http://www.engadget.com/2005/10/07/datel-4gb-psp-hdd-and-battery-combo/. Hämtad 2007-05-02

### Webbkällor
- (engelska) Engelska Wikipedias artikel: En äldre version som använts och en nyare version som använts
- (tyska) Tyska Wikipedias artikel Playstation Portable
- (svenska) Playstation Portables officiella webbplats: playstation.com/psp/
- (engelska) PSP-vault: psp-vault.com
- (engelska) Playstation.com PSP: playstation.com
- (engelska) "Champagne Gold" källa:psp-vault.com
- (engelska) Systemprogramvara 2.00 källa: psp.ign.com
- (engelska) Portable TV källa: psp.ign.com